# 梁振邦
梁振邦（Leung Chun Pong，1986年10月1日—），生於香港，香港足球運動員，司職防守中場，於2012年夏季加盟中國足球甲組聯賽球隊廣東日之泉，成為第二名到中國大陸參與職業足球的香港華人足球員。現時效力香港超級聯賽球隊東方，同時擔任東方隊長。曾於中華基督教會何福堂書院就讀。

## 球會生涯
梁振邦生於香港，小時候便對運動有濃厚的興趣，他於學生時代曾是田徑隊隊員，偶爾也會參與足球和籃球等運動。在梁振邦7歲的時候，他的兄長偶爾一次攜同他到足球場上踢球，此後他對足球培育出濃厚的興趣。及後梁振邦參加了足球訓練班，如青年訓練和青少年拔苗等活動。2002年，梁振邦入選了香港青年軍，之後更加入了足總為培訓球員接班的香港08，出戰乙組最後得第二名，原先準備全隊升班，怎知未能物色贊助，計劃落空令他離隊。2004年，梁振邦參加職業學徒計劃，並在選拔賽中被公民選中，香港08球員便經此獲派加盟各甲組球會，梁振邦成為甲組球員並開始其職業足球生涯，此時他只有17歲。2006－07年的球季，梁振邦獲選為香港足球明星選舉的最佳青年球員，其後更入選香港隊。2007年，梁振邦轉投已走下坡的愉園拼護級，期間曾被委任隊長。
2009年夏天，因愉園改組青春班，梁振邦遂轉會南華，但在南華球星如雲之下李海強、白鶴和文彼得，又有世界級球星畢特的來投而正選不多。2012年6月，梁振邦與南華合約期滿後，獲得中甲球隊廣東日之泉斟介，後來達成共識，前往中國大陸發展。2012年6月23日，梁振邦在廣東日之泉客場以2–0擊敗北京八喜的比赛中首發出場，第一次在中國甲級足球聯賽亮相。2012年6月30日，梁振邦在廣東日之泉客場以1–2敗於上海特萊士的比赛中射入一球，為梁振邦第一次在中國甲組足球聯賽取得入球。2014年1月，梁振邦回歸香港超級聯賽球隊南華。2014年11月23日，南華以2–2賽和傑志，梁振邦於12分鐘取得回歸南華後的第一球。2015年10月4日，梁振邦於南華以4–0大勝元朗的香港高級組銀牌8強，在81分鐘取得在2015－16球季的首個入球。
2016年7月8日，東方正式宣佈，司職防守中場的香港代表隊球員梁振邦正式加盟。但東方早前因會長黎展維撤資，直接失去來年直闖亞冠盃分組賽資格，新加盟的梁振邦原可優先無條件解約，更不乏友會招手，但梁振邦強調沒有後悔加盟。2016年11日，由於取替東方參加亞冠盃分組賽的傑志並非上屆聯賽冠軍，並不獲亞洲足球協會接納，所以在2016年11月21日，香港足球總會召開緊急董事會，再次討論明年亞冠盃參賽資格的問題。會上董事局成員決定推翻之前以傑志及冠忠南區參賽的決定，並一致通過再提交聯賽冠軍東方龍獅參加分組賽，而傑志參加亞冠盃第二圈外圍賽的名單到亞洲足球協會。2017年4月15日，梁振邦於東方龍獅以4–0大勝九巴元朗的聯賽取得加盟後的首個入球。
2023年10月7日，東方假旺角大球場迎戰深水埗，梁振邦第150場代表東方上陣。
2024－25賽季，在香港足球明星選舉中，梁振邦入選「明星十一人」。

## 國際賽生涯
2004年，梁振邦開始入選香港奧運足球代表隊，2006年再晉身香港足球代表隊。2009年1月4日，第31屆省港盃次回合，香港隊憑後備落場的梁振邦於94分鐘近射奠勝，終戰至加時以4–1反勝廣東隊，兩回合計總比數以5–4獲勝，令香港隊連續3屆捧盃。2009年8月27日，香港於東亞盃最後一場外圍賽迎戰關島，梁振邦在40分鐘取得入球，更取得首個國際賽入球，最終香港以12–0大炒關島，以得失球差壓倒朝鮮，繼2003年後再出線東亞盃決賽周。梁振邦在2018年世界盃亞洲區外圍賽表現出色，其中在世界盃亞洲區外圍賽兩鬥排名高香港隊60位的中國國家隊，兩場比賽都能打成平手0–0，兩場梁振邦均正選登場並打滿全場，作客深圳一役出任防守為主的右中場；主場則踢回最擅長的防中，完全演活了這個工兵角色，絕對是兩和中國的無名英雄，更獲中甲球隊貴州智誠垂青。

## 個人生活
中學時期於何福堂書院就讀；有球迷認為梁振邦與香港歌手張敬軒和台灣歌手李聖傑相像。除了踢足球梁振邦與大部份男生一樣最愛看日本動漫，中學時期更已儲下一套《我們的足球場》。他特別喜歡看日本熱血漫畫包括不同足球漫畫除了為人熟悉的《足球小將》，《我們的足球場》也是梁振邦小時候最愛漫畫之一。直到2012年北上效力廣東日之泉，梁振邦更養成觀看日本動漫及外國綜藝節目的習慣好像《海賊王》、《火影忍者》或《Running Man》。梁振邦於2017年7月15日在與沙田凱悅酒店擺酒與拍拖3年半的女朋友Ka Yan結婚。
2022年12月，梁振邦與葉鴻輝和鄭璟昊在佐敦恆豐中心合資開西餐廳。但已於2023年5月22日結業。

## 榮譽
南華
- 香港甲組足球聯賽冠軍（2009–10季度）
- 香港高級組銀牌冠軍（2009–10季度）
- 香港足總盃冠軍（2010–11季度）
- 香港聯賽盃冠軍（2010–11季度）
- 香港社區盃冠軍（2014、2015年）

東方龍獅
- 香港社區盃冠軍（2016年）
- 香港高級組銀牌冠軍（2019–20、2024–25季度）
- 香港足總盃冠軍（2019–20、2023–24、2024–25季度）
- 香港菁英盃冠軍（2020–21季度）

香港代表隊
- 東亞運動會足球項目金牌（2009年）
- 龍騰盃冠軍（2011年）
- 香港傑出運動員選舉 香港最佳運動隊伍（2009年）
- 省港盃冠軍（2009、2012、2013年）
- 港澳埠際賽冠軍（2007、2008、2009年）

個人
- 香港足球明星選舉 最佳青年球員（2006–07季度）
- 香港足球明星選舉 明星十一人 （2024–25季度）

## 職業生涯數據
| 球會表現           | 球會表現           | 球會表現           | 聯賽   | 聯賽 | 高級銀牌 | 高級銀牌 | 聯賽盃 | 聯賽盃 | 足總盃 | 足總盃 | 亞協盃 | 亞協盃 | 總計    | 總計 |
| 球季               | 球會               | 聯賽               | 上陣   | 入球 | 上陣     | 入球     | 上陣   | 入球   | 上陣   | 入球   | 上陣   | 入球   | 上陣    | 入球 |
| ------------------ | ------------------ | ------------------ | ------ | ---- | -------- | -------- | ------ | ------ | ------ | ------ | ------ | ------ | ------- | ---- |
| 2004－05           | 公民               | 港甲               | 10(4)  | 1    | 2        | 0        | 1      | 0      | 2      | 0      | -      | -      | 15(4)   | 1    |
| 2005－06           | 公民               | 港甲               | 12(2)  | 3    | 1        | 0        | 4      | 0      | 2      | 1      | -      | -      | 19(2)   | 4    |
| 2006－07           | 公民               | 港甲               | 16(1)  | 4    | 1        | 0        | 4      | 1      | 1      | 0      | -      | -      | 22(1)   | 5    |
| 總計（公民）       | 總計（公民）       | 總計（公民）       | 38(7)  | 8    | 4        | 0        | 9      | 1      | 5      | 1      | -      | -      | 56(7)   | 10   |
| 2007－08           | 愉園               | 港甲               | 17(1)  | 0    | 3        | 0        | 4      | 0      | 1      | 0      | -      | -      | 25(1)   | 0    |
| 2008－09           | 愉園               | 港甲               | 18(4)  | 4    | 1        | 0        | 1      | 0      | 1      | 0      | -      | -      | 21(4)   | 4    |
| 總計（愉園）       | 總計（愉園）       | 總計（愉園）       | 35(5)  | 4    | 4        | 0        | 5      | 0      | 2      | 0      | -      | -      | 46(5)   | 4    |
| 2009－10           | 南華               | 港甲               | 9(2)   | 2    | 1(1)     | 0        | -      | -      | 0      | 0      | 4(3)   | 1      | 14(6)   | 3    |
| 總計（南華）       | 總計（南華）       | 總計（南華）       | 9(2)   | 2    | 1(1)     | 0        | -      | -      | 0      | 0      | 4(3)   | 1      | 14(6)   | 3    |
| 2012               | 廣東日之泉         | 中甲               | 12     | 3    | 0        | 0        | -      | -      | 0      | 0      | 0      | 0      | 12      | 3    |
| 總計（廣東日之泉） | 總計（廣東日之泉） | 總計（廣東日之泉） | 12     | 3    | 0        | 0        | -      | -      | 0      | 0      | -      | -      | 12      | 3    |
| 總計（職業生涯）   | 總計（職業生涯）   | 總計（職業生涯）   | 83(15) | 15   | 9(1)     | 0        | 14     | 1      | 7      | 1      | 4(3)   | 1      | 117(15) | 18   |

- 更新至2012年11月3日

## 外部連結
- 香港足球總會網頁球員資料 （页面存档备份，存于）